# ژروم پرز
ژروم پرز (انگلیسی: Jérôme Pérez؛ زادهٔ ۱۸ فوریهٔ ۱۹۸۲) بازیکن فوتبال اهل فرانسه است.
از باشگاه‌هایی که در آن بازی کرده‌است می‌توان به باشگاه فوتبال المپیک مارسی و باشگاه فوتبال سدان اشاره کرد.